# Бургунштадт
Бургунштадт (нім. Burgkunstadt) — місто в Німеччині, розташоване в землі Баварія. Підпорядковується адміністративному округу Верхня Франконія. Входить до складу району Ліхтенфельс.
Площа — 40,59 км2. Населення становить 6399 ос. (станом на 31 грудня 2020).